# Oehala
Oehala is een bestuurslaag in het regentschap Timor Tengah Selatan van de provincie Oost-Nusa Tenggara, Indonesië. Oehala telt 975 inwoners (volkstelling 2010).